# 町田健彦
町田 健彦（まちだ たけひこ、1942年（昭和17年）10月24日 - 2024年（令和6年）7月25日）は、日本の政治家。東京都議会議員（2期）、東京都荒川区長（3期）。

## 来歴
東京都出身。1964年立教大学経済学部を卒業。石油会社と電気会社の取締役を務める。のち、荒川区内でビジネスホテルを経営する。
1971年、荒川区議会議員選挙に立候補して当選する。1期目途中の1973年、東京都議会議員選挙に立候補して当選する。1977年に再選。
2期目途中の1979年の荒川区長選挙に立候補して当選し、3期務める。
1989年に退任。翌年の総選挙に東京6区から立候補（無所属）したが落選。1993年の総選挙に自民党から再出馬したが落選した。
2024年7月25日、肺炎のため死去。81歳没。
息子は元荒川区議の町田高。町田の没後の荒川区長選挙に立候補し、自民、公明両党の推薦を受けたが、元都民ファーストの会都議の滝口学（選挙時は離党し、無所属で立候補）に敗れた。